# Peter Mandelson
Peter Benjamin Mandelson, Baron Mandelson, född 21 oktober 1953 i London, är en brittisk politiker (Labour) och var landets näringsminister samt vice premiärminister mellan 2008 respektive 2009 fram till 2010.  

## Biografi
Hans morfar Herbert Morrison var labourpolitiker och ledare för Londons stadsfullmäktige. I början av 1970-talet bröt han för en kort period med familjens traditioner och var medlem av det brittiska kommunistpartiet. Efter studier vid Oxford återvände han till Labour och blev medlem av Lambeths kommunfullmäktige 1979, men avgick 1982. 
Under de följande åren arbetade han som TV-producent tills han blev Labours kommunikationsansvarige 1985. I den rollen var han bland annat ansvarig för Labours valkampanj 1987. Trots att kampanjen allmänt ansågs lyckad förlorade partiet återigen valet. Han lämnade posten 1990. Inför valet 1992 blev han partiets kandidat i Hartlepool, ett säkert Labour-säte, som han också blev invald för. 
Han var nära vän med både Tony Blair och Gordon Brown, men kom efter John Smiths död att stödja Tony Blair som partiledare, något som lett till att förhållandet med Gordon Brown blivit spänt. Han blev en av huvudarkitekterna till New Labour. Han blev kampanjledare inför valet 1997 som slutade med en jordskredsseger. 
Efter valet blev han först minister utan post, men blev 1998 handels- och industriminister. Han tvingades avgå i slutet av året efter att det kommit till allmän kännedom att han köpt ett hus på Notting Hill med hjälp av ett räntefritt lån som skulle kunna tolkas som muta. Han återkom till regeringen i oktober 1999 som minister för Nordirland. Han tvingades åter att avgå 2001 efter att det avslöjats att han försökt få inrikesministeriet att ge en indisk affärsman, Srichanda Hinduja, brittiskt medborgarskap. 
Han var EU-kommissionär med ansvar för handelsfrågor 2004–2008 och utnämndes 3 oktober 2008 till näringsminister i Gordon Browns regering. I samband med detta adlades han och tog plats i överhuset som Baron Mandelson, of Foy in the County of Herefordshire and of Hartlepool in the County of Durham. Han utnämndes 2009 till vice premiärminister (First Secretary of State). Dessa poster innehade han fram till regeringsskiftet 2010.